# 김영철 (1966년)
김영철(1966년~ )은 대한민국의 촬영 감독으로, 사)한국 영화 촬영감독 협회(K.S.C.) 부이사장, 한서대학교 영화영상학과, 사) 한국영상제작기술학회 고문(전 회장), 동우필름 대표이다.

## 학력
서울광희초등학교
한양중학교
경문고등학교
청주대 연극영화학과 졸업
용인대 대학원 영화촬영

## 작품 이력
"나의 너에게" 감독 박 용집, KBS  장애이해드라마 2021 
"사후: THE PUNISHMENT" 김 관후 감독 2021 Anaheim International Film Festival HONORABLE MENTION
“장난” 박 정아 감독 Coming soon
“북성로 히어로 2”한상진감독 
“북성로 하어로”한상진감독대구청년영화제 개막작
”큐브” 김은주감독 한국영화100년 100인100초
"혼, 공포의 시작: 한주" 유 성호 감독/  삼영필름, 영화사 딴판 2020
"마지막 휴가" 노 거경 감독,   DOP, 거경필름   2020
"WOORI(US)"-우리. 채 승훈 감독, 동우필름, DOP, 2019 제주국제 장애인인권영화제 개막작, 아태영화제 특별언급상 
제작, 배급 :동우필름 / 모인그룹 
"MORDER CALLING" 김 묘욱 감독, DOP, 2019, DMX LIGHTING
"???" 이 성한감독,  DOP, 부영엔터테인먼트제작, 촬영부 2018. DMX LIGHTING
"새벽3시, 르네상스" 김 묘욱 감독, 2018 칸느국제영화제 초청, SHOT FILM, DMX LIGHTING
360 VR 안티고네 2018 허 대겸 감독, VR SHOT FILM
18th "오아시스 세탁소" 권 중목감독 2017
17th "봄이여 어서 오라" 송 홍종 감독  DOP
360 VR "9 days" 권 양헌 감독, KOFIC 2017, VR SHOT FILM
360 VR "부고" 윤 진 감독 KOFIC 2016 시체스, 부산, 웹패스트 등 초청,VR  SHOT FILM
S3D "시선" 전쟁기념관, KOFIC, S3D SHOT FILM
S3D  "무도의 길" 박 찬수 감독 태권도 원, KOFIC , S3D SHOT FILM
S3D_"K-TIGERS" 2013 RAPA 파일럿, 본편 제작 지원작 (감독 박 찬수, 촬영감독), SHOT FILM
S3D "MIRROR" 채 승훈감독, 제1회 고양 one take 영화제 수상, SHOT FILM
```
S3D 클레이애니메이션 "로보라모스" 2012 KOFIC 첨단기술지원작, SHOT FILM 2012   3D 한국국제영화제(3D KIFF) 본선 진출, 가을 컨퍼런스, 제작백서 발간(KOFIC)
2012 제2회 
대한민국
 3D 콘텐츠 공모전 본선 진출
```

대한철강" 2012 벤쿠버영화제(VIFF) 용호상 부문초청, SHOT FILM
소크라테스의 유언" HD, 2012 제3회 서울국제영화제 금상 수상, 세계유니카영화제 한국대표로 출전
```
                      2012년 6월 5회 서울 서울세계단편영화제 "소크라테스의 유언" 금상, 시나리오상 수상.
                           11월 18회 리히텐슈타인 Videograndprix 국제영화제 대상, goldener Spaten 상
                                    이태리 콘코르토 국제영화제 감독초청전
                     2013년 4월 영국 BIAFF 국제영화제 4STARS상
                            6월 아르메니아 NOFI 국제영화제 Best Historical Film 상
                            6월 오스트리아 41회 Festival of National 국제영화제 은상 수상
                           10월 에스토니아 11회 탈린 국제영화제 대상, 1st prize 상  
                           러시아 55회 백야국제영화제 감독초청전
                           7회 Nevsky Blagovest 국제기독교영화제 개막식 상영
```

S3D "진짜동물영웅" 2012 전파진흥원 파일럿 제작지원작 10Bit 4:2:2, P2 HD, 2012
"이른 봄,경주" (박 인경감독, SUPER 16mm 30min, 체코 ) 2012 전국국제영화제 초청상영, 제3회 인디필름데이(20120915) 초청
"내 이름은 복수" (이 한아감독, 단편, P2HD 2010.03.01, 06-07) 후반작업 중
S3D "거울(Mirror)" 제1회 고양 One Take 영화제 감독상, 촬영상 수상, AG-AF100, Dongwoofilms 2011   제2회 대한민국 3D 콘텐츠 공모전 본선진출 2012
"늑대와 여우" 제1회 고양 One Take 영화제 본선진출, AG-AF100, Dongwoofilms 2011
"실명" 옴니버스 장편 이장호감독편 201108 XDCAM F3 부산국제영화제 공식초청 상영
"나만 바보죠" MV AG-AF100, Dongwoofilms 2011
S3D "미니미니 쿵" 파일럿 촬영(동우POVCAM 3D) AVCHD, 20100809-11 광주3D국제영화제 경쟁
"마리와 레떼" 촬영, P2HD, 20100715-22, 전북 마스터즈 독립 단편영화 
MV "뮤직 겔러리" (고 형주감독 홍대 인디 밴드 20100426-27 촬영, P2HD)
"말할 수 없는 비밀(왕 뢰감독, 제작, 단편, P2HD 2010.04)'
"소원을 말해 봐(박 범수감독, P2HD, 60min, 2010)
"Goodby My Smile(김 주환감독, 공동제작, 독립장편, P2HD, 100min, 2010)
16 S3D "한번도 안 해본 여자(마블링)" (안 철호감독, 무비포지제작, 동우필름 공동제공) 2014년 1월 개봉 
15 바람 (이 성한감독, 제작 필름더데이, HD 2009.07,1Mon's)    2009년 부산국제영화제 비젼 부분 초청  '
박쥐(각본,연출 박준규(용인대), 단편, 제작지원 2009)  2009 제5회 대한민국대학영화제 특별초청작
I am a steward (박용집감독, 30min, HD 2009.02)  
14 무법자 김철한감독 에꼴드쎄나 2008.6.20-9.30                    
13 대한이 민국씨 최진원/퍼니필름 2007.2.20-2007.5.23           2008. 2.14 개봉
12 스페어 /이성한/FILMTHEDAYS  2006.10-12(2Mon's)        2008년 8월 28일 개봉
```
          IN 12th PUSAN International Film Festival KOREAN CINEMA TODAY PANORAMA 선정!!
```

11 1번가의 기적 / 윤제균/ 두사부필름 2007
```
10 짝패/ 류 승완/ 외유내강/ 2005.10월-2006.1월 촬영    
                                                                                                                  
 제 7회 부산 영평상 촬영상 수상,
 제 44회 
대종상
영화제 촬영상, 감독상, 조연상, 편집상 후보, 
제 8회 대한민국 영상대전 영화부문상 수상
```

9 누구나  비빌은 있다 / 장 현수 / 태원엔터테인먼트/ 2004  동경국제영화제 특별초청 상영 2004.11.27 일본 개봉
8 가능한변화들/ 민 병국  무비넷  2003  제5회 전주 국제 영화제 개막작, 2004  동경국제영화제 아시아의 바람부문 초청상영, 최고아시아영화상 수상
7 마들렌 / 박 광춘/ 프리씨네마 2002
6 오버더레인보우 / 안 진우/ 강제규필름 2001
```
5 
파이란
/송 해성/ 튜브엔터테인먼트 2000                                                                                                                                                                                                                                  제38회 대종상영화제 개막작/ 감독상, 제4회 도빌아시아영화제 최우수작품상/ 감독상/ 관객상, 제22회 청룡상영화제 감독상
```

4 단적비연수 / 박 제현 / 강제규필름   199, 9,  2004 동경국제영화제초청
3 질주 / 이 상인 /  한울씨네      1998
2 정사 / 이 재용 / 나인필름        1997     황금촬영상(K.S.C) 신인상 수상
1 강원도의 힘 / 홍 상수 / 미라신코리아 1996 대종상 신인 기술상(촬영부문) 수상